# Horní Řepčice
Horní Řepčice (en allemand : Ober Repsch) est une commune du district de Litoměřice, dans la région d'Ústí nad Labem, en Tchéquie. Sa population s'élevait à 101 habitants en 2021.

## Géographie
Horní Řepčice se trouve à 9 km à l'est-nord-est de Litoměřice, à 19 km au sud-est d'Ústí nad Labem et à 56 km au nord-nord-ouest de Prague.
La commune est limitée par Liběšice à l'ouest et au nord, par Chotiněves à l'est, par Polepy au sud et par Křešice au sud-ouest.

## Histoire
La première mention écrite du village date de 1057

## Galerie

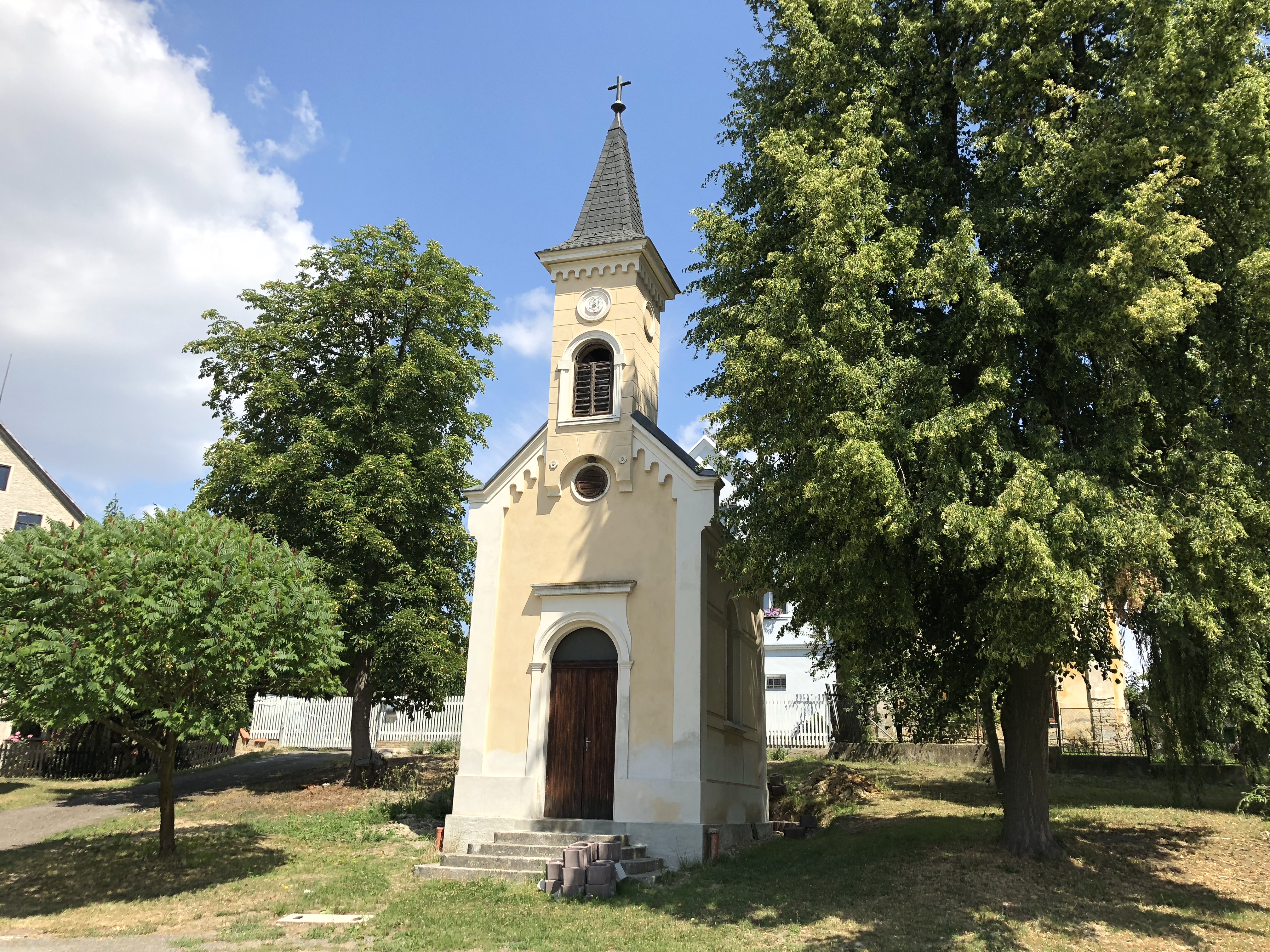
Chapelle à Horní Řepčice.
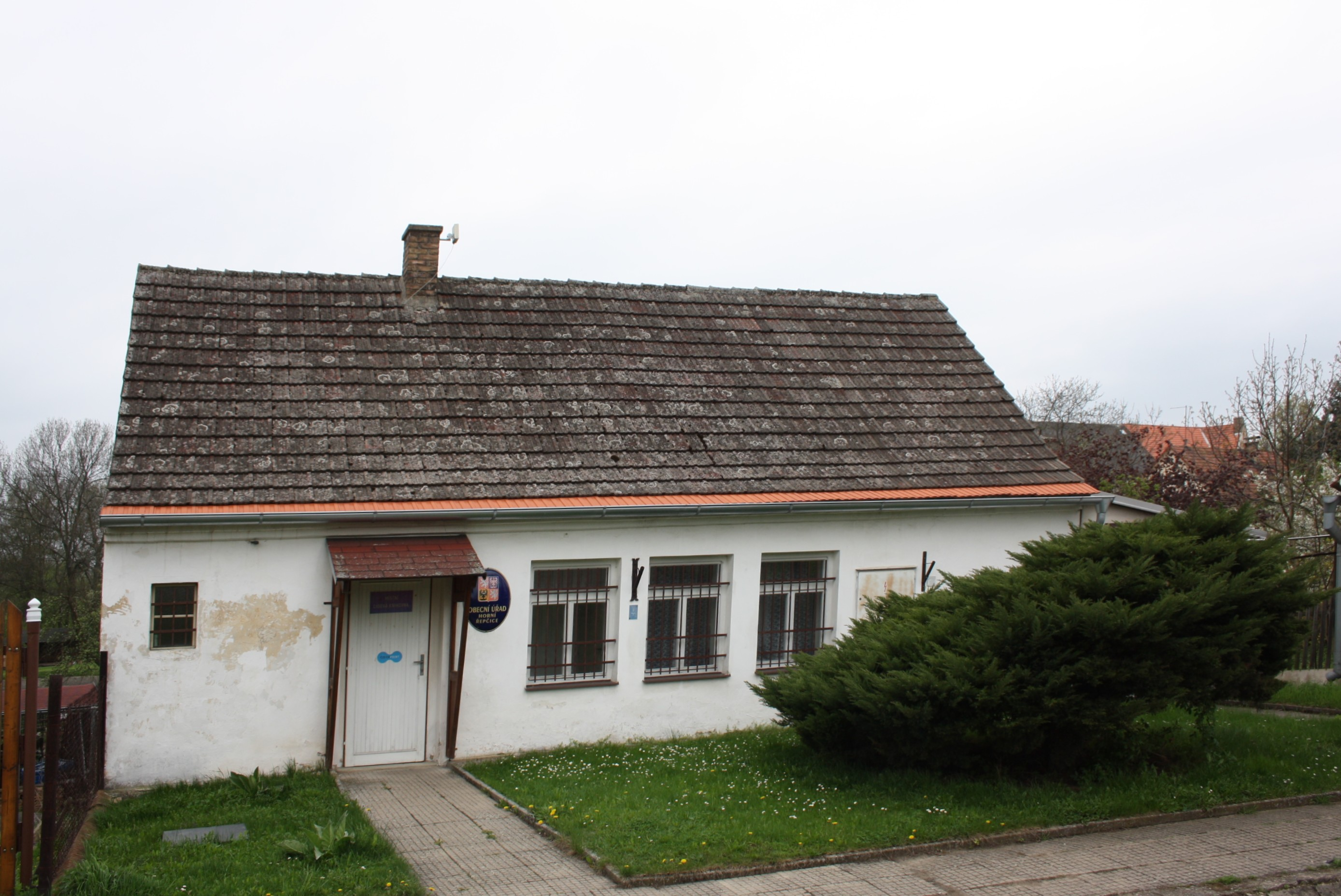
La mairie.

## Transports
Par la route, Horní Řepčice se trouve à 10 km de Litoměřice, à 28 km d'Ústí nad Labem et à 73 km de Prague.